# Fundusz agresywny
Fundusz agresywny – rodzaj funduszu inwestycyjnego realizującego ryzykowne strategie inwestycyjne, lokującego swoje aktywa w instrumenty uznawane za ryzykowne (np. papiery wartościowe emitowane przez podmioty o niepewnej sytuacji finansowej) lub stosującego dźwignię finansową. Najbardziej agresywne są fundusze hedgingowe.